# Kiełkowo
Kiełkowo (pol. hist. Kijakowo) – wieś w Polsce położona w województwie wielkopolskim, w powiecie wolsztyńskim, w gminie Siedlec.

## Nazwa
Miejscowość ma metrykę średniowieczną i istnieje co najmniej od XIII wieku. Wymieniona w 1245 w łacińskim dokumencie jako Kiiakowo, 1287 Kiaco, 1392 Kiakowo, 1419 Kyacowo, 1434 Kijakowo, 1496 Kyakow i Kyekow, 1530 Kyyakovo, 1571 Kyakowo.
Wieś była początkowo własnością książęcą, potem rycerską, a następnie stała się uposażeniem Opactwa Cystersów w Obrze. W 1245 książę wielkopolski Przemysł I zatwierdził nadanie miejscowości klasztorowi w Obrze przez komesa Wisława, który wieś tę otrzymał za wierną służbę od Władysława Laskonogiego. W kolejnym dokumencie z 1287 wystawionym przez księcia wielkopolskiego Przemysła II nadał cystersom oberskim prawo do lokowania na prawie niemieckim wsi wraz ze źrebiami Gromadcino i Krotle, uwalniają ją od obciążeń prawa polskiego ustanawiając przy tym targ i karczmę. W 1431 król Polski Władysław Jagiełło zatwierdził klasztorowi w Obrze m.in. nadanie wsi Kiełkowo z 1245. W 1495 konwent cystersów w Obrze zezwolił opatowi na zakładanie nowych stawów pomiędzy folwarkiem Krotla, a Kiełkowem i Żodyniem. W 1496 król Polski Jan Olbracht na skargę opata oberskiego, że poborcy pobierają z dóbr klasztornych m.in. z Kiełkowa, tytułem poradlnego jeden wiardunek z każdego łanu rocznie, ustanowił w tych dobrach poradlne wysokości dwóch groszy od łanu. W 1530 Karna leżała w powiecie kościańskim Korony Królestwa Polskiego. W 1564 należała do parafii Obra.
Wieś odnotowały historyczne regesty podatkowe. W 1530 miał miejsce pobór podatków z 4 łanów. W 1563 pobór z 7,5 łana, dwóch łanów sołeckich oraz od karczmy. W 1571 pobór z 4,5 łanów kmiecych, karczmy oraz jednego zagrodnika z polem. Odnotowano również, że pięć łanów od roku była opustoszałe w wyniku pożaru. W 1580 odbył się pobór od 7 łanów, jednego łana opuszczonego, dwóch łanów należących do sołectwa, jednego zagrodnika oraz jednego komornika.
Pod koniec XVI wieku wieś duchowna Kiaków, własność opata cystersów w Obrze, leżała w powiecie kościańskim województwa poznańskiego w Rzeczypospolitej Obojga Narodów.
W wyniku II rozbioru Rzeczypospolitej w 1793, miejscowość przeszła w posiadanie Prus i jak cała Wielkopolska znalazła się w zaborze pruskim. Przy pierwszej numeracji w 1796 r.- 32 domostwa. Dla wsi w 2020 r. sporządzono opis historii wszystkich dawnych zagród, począwszy od 1760 r. do czasów współczesnych.
W okresie Wielkiego Księstwa Poznańskiego (1815–1848) miejscowość wzmiankowana jako Kiełkowo należała do wsi większych w ówczesnym powiecie babimojskim. Kiełkowo należało do wolsztyńskiego okręgu policyjnego tego powiatu i stanowiło część majątku Kaszczor, który należał do rządu pruskiego w Berlinie. Według spisu urzędowego z 1837 roku Kiełkowo liczyło 381 mieszkańców, którzy zamieszkiwali 39 dymów (domostw).
W latach 1975–1998 miejscowość administracyjnie należała do województwa zielonogórskiego.
W czasie II wojny światowej Kiełkowo nazywało się Zatengreen.